# Ángela de la Cruz
María de los Ángeles Guerrero Gonzalez (* 30. Januar 1846 in Sevilla, Spanien; † 2. März 1932 ebenda) war eine spanische Ordensgründerin und wird in der katholischen Kirche als Heilige unter ihrem Ordensnamen Angela de la Cruz verehrt.

## Leben
María de los Ángeles Guerrero Gonzalez, die zuvor 17 Jahre in einer Schuhherstellungswerkstatt gearbeitet hatte, gründete 1875 die „Schwestern der Gesellschaft vom heiligen Kreuz“ und nahm den Ordensnamen Ángela de la Cruz an. Heute hat der Orden 700 Mitglieder, die in Spanien, Frankreich und Argentinien tätig sind.
Ángela de la Cruz wurde durch Papst Johannes Paul II. am 5. November 1982 selig- und am 4. Mai 2003 heiliggesprochen. Ihr Gedenktag in der Liturgie ist der 2. März.